# Anne Goderniaux
Anne Goderniaux, née le 14 juin 1965, est une journaliste belge et ancienne présentatrice du journal télévisé sur la RTBF.

## Biographie
Licenciée en journalisme et en communications à l’ULB, elle commence sa carrière à la radio, d'abord sur Radio Contact puis à la RTBF.
En septembre 1991, elle rejoint la rédaction régionale de la RTBF à Namur, pour laquelle elle présente les journaux régionaux du matin.
En 1996, elle quitte la rédaction de Namur et rejoint la rédaction centrale de la RTBF à Bruxelles afin de présenter le journal télévisé. L'année suivante, elle devient la présentatrice du journal de la mi-journée. Elle retourne sur le terrain fin octobre 2001. Elle est alors remplacée par Anne Delvaux.
Le 14 février 2012, elle effectue un dépannage pour le journal télévisé de 13h à la place de Nathalie Maleux, malade. C'est son premier journal depuis 10 ans.
Elle s'est confiée à la Dernière Heure (journal belge) et a indiqué qu'il s'agissait uniquement d'un remplacement et qu'elle n'avait aucune envie de reprendre du service à la présentation du journal.  Finalement, elle effectue plusieurs remplacements au journal télévisé le week-end durant l'été 2012 puis présente les journaux du week-end en qualité de "joker" dès 2014. Elle décide de quitter la télévision en août 2016, et présente son dernier journal télévisé le dimanche 28 août 2016.

## Vie privée
Anne Goderniaux perd son mari Christophe Reyners en 2017.